# Kom in pyjama
Kom in pyjama is een hoorspel van Coert Poort. De NCRV zond het uit op zondag 10 maart 1974, van 22:00 uur tot 23:10 uur, met liedjes van Leo Kuipers, die begeleidde en improviseerde op de piano. De regisseur was Johan Wolder.

## Rolbezetting
- Wim van den Brink (Robinson)
- Hans Karsenbarg (Vrijdag)
- Çanci Geraedts (Lissa)
- Bert van der Linden & Joop van der Donk (twee vissers)
- Eric Schuttelaar (een chauffeur)
- Corry van der Linden (een vrouw)
- Hans Hoekman (een man)

## Inhoud
De man Robinson wordt op een  stralende zomerochtend gewekt door de dag Vrijdag, die er bij hem op aandringt zijn zorgen als zakenman eens te vergeten, zijn fiets te nemen en zich direct “zoals hij is” – dat wil zeggen in zijn pyjama – en zonder zich verder om zijn uiterlijk te bekommeren, naar het nog verlaten strand te begeven. Daar aangekomen ontdekt Robinson tot zijn verbijstering het aangespoelde lichaam van een verdronken meisje van een jaar of achttien. Deze ontdekking voert hem in gedachten terug naar een andere, vroegere ontmoeting, ook met een meisje van ongeveer dezelfde leeftijd…